# Julio Llinás
Julio Llinás (Buenos Aires, Argentina; 1929-Ibidem; 23 de agosto de 2018) fue un escritor, crítico de arte, publicista y poeta surrealista argentino.

## Carrera
Su infancia la transcurrió en Martínez, por entonces un paradisíaco suburbio a orillas del Río de la Plata. 
Con Enrique Molina, Aldo Pellegrini, Francisco Madariaga y Carlos Latorre, fundó las revistas A partir de Cero y Letra y Línea. También fue el dirigente el grupo BOA asociado a Phases, de París.
Residió en Francia en 1952, donde frecuentó el círculo de Elisa y André Breton,  y de regreso a Buenos Aires, fundó la revista Boa en 1958. En sus andanzas conoció personajes ineludibles como Marcel Marceau, Boris Vian, Tristan Tzara, Vinicius de Moraes, Oliverio Girondo, Miguel Ángel Asturias, Pablo Neruda, Saint-John Perse, entre otros.
Sus obras han sido traducidas a varios idiomas; entre ellas se destacan: Panta Rhei (1950); La Ciencia Natural (1959); De eso no se habla (1993); La Ciencia Natural II (1996); El Fervoroso Idiota (1999) y Sombrero de perro (1999). 
Su libro De eso no se habla fue llevado al cine en 1993 de la mano de María Luisa Bemberg y con protagónicos de Marcello Mastroianni, Luisina Brando y Alejandra Podestá. En 1998 participó en el cortometraje dirigida por su hijo Mariano, Derecho viejo, con Miguel Dedovich y Patricia Becker.
También incursionó por veinte años en el ámbito publicitario con Médium, una  agencia de publicidad, pergeñada junto a Sergio Golova. En sus comienzos, aunque ninguno de los dos conocía nada sobre ese oficio, habían conseguido por intermedio de la revista de la editorial Golosa una firma importante de tractores y con ella comenzaron a operar con bastante audiencia en el mercado. Luego se sumó el pintor Carlos Lesca.

## Vida privada
Se casó  en 1959 con la pintora Martha Peluffo (1931-1979), con quien tuvo dos hijos: la primera actriz Verónica Llinás (1960) y Sebastián Llinás, quien murió a los 23 años. Posteriormente se divorció y tuvo con otra pareja alejada del ambiente artístico al director de cine Mariano Llinás (1975).

## Fallecimiento
El escritor Julio Llinás falleció tras una larga dolencia el 23 de agosto de 2018 a la edad de 89 años.

## Obras
- 2011: El día siguiente.
- 2008: De las aves que vuelan: antología personal.
- 2005: La mojarrita y el pez
- 2005: Querida vida.
- 2003: Sonrisa de gato.
- 2001: La kermesse celeste.
- 2000: Crepúsculo en América.
- 1999: El Fervoroso Idiota.
- 1999: Sombrero de perro.
- 1995: Innocente.
- 1994: Fiat lux: la batalla del hombre transparente.
- 1993: De eso no se habla.
- 1962: Clorindo Testa.
- 1959: La ciencia natural.
- 1950: Punta Rhei.

## Filmografía
Como autor:
- 1993: De eso no se habla.

Como intérprete:
- 1998: Derecho viejo